# Piranha-oplossing
Een Piranha-oplossing is een 7:3 mengsel van geconcentreerd zwavelzuur en een waterige oplossing van 30% waterstofperoxide, waarbij peroxomonozwavelzuur (Caro's zuur) wordt gevormd:
{\displaystyle \mathrm {H_{2}SO_{4}\ +\ H_{2}O_{2}\ \longrightarrow \ H_{2}SO_{5}\ +\ H_{2}O} }
Het mengsel is een bijzonder krachtige oxidator die vrijwel alle organische moleculen wegoxideert en veel oppervlakken kan hydroxyleren (OH-groepen toevoegen). De oplossing wordt onder andere gebruikt om goudoppervlakken te reinigen, voordat men er biologische preparaten op deponeert, zoals DNA.

## Toxicologie en veiligheid
Geconcentreerd waterstofperoxide kan exploderen wanneer het in contact wordt gebracht met poeders van sommige metalen en andere brandbare materialen. De reactie met geconcentreerd zwavelzuur is sterk exotherm: het zuur dient steeds aan het water toegevoegd te worden en niet andersom. Zo wordt opspatten van het zuur voorkomen.